# Acate (mitologia)
l'arco e 'l turcasso (ché quest'armi appresso

gli portava mai sempre il fido Acate),

diè lor di piglio»
(Virgilio, Eneide, Traduzione di Annibal Caro, Libro I, v. 304-307)
Acàte (in latino  Achātes) è nella mitologia classica uno dei più fedeli compagni di Enea, nonché suo scudiero. 

## Il mito
Durante la guerra di Troia, Acate sembra apparire in alcune versioni come l'uccisore di Protesilao, il primo eroe greco a morire sulla costa asiatica.
Più volte citato nell'Eneide di Virgilio sin dal primo libro, viene indicato come uno dei fedelissimi di Enea ("Fidus Achates"), sempre al suo fianco in tutte le sue peripezie, ed è il capitano di una delle navi con cui Enea e i suoi lasciano Troia. Viene ad esempio citato nel libro I, quando accompagna Enea nei boschi che circondano Cartagine per cercare di scoprire dove si trovino. Enea è tanto sicuro della fedeltà di Acate da arrivare ad affidargli le proprie armi.
Nel libro VI Acate è ricordato per essere colui che conduce Enea all'antro della Sibilla Cumana.
Nelle varie fasi della guerra latina, Acate fa da scudiero a Enea aiutandolo soprattutto nel libro X, allorché il capo troiano viene assalito da sette giovani guerrieri latini, tutti figli di tal Forco: in tale circostanza Acate fornisce le lance al suo signore, salvo poi rimanere leggermente ferito dall'asta che uno dei nemici, Numitore, scaglia contro Enea. Nel libro XII egli si rende anche autore di un'uccisione, quella del rutulo Epulone; Acate lo decapita con la spada.

## Nell'arte
Acate appare in diverse opere d'arte, sempre insieme a Enea. Tra le più note, si ricordano:
- Enea e Acate sulla costa libica, dipinto di Dosso Dossi
- Enea alla corte del re Latino, dipinto di Ferdinand Bol
- vari episodi delle Storie di Enea di Pietro da Cortona

## Omaggi
- L'asteroide 5144 Achates è così chiamato in suo onore.